# Нерха
Нерха (на испански: Nerja) е град в испанската провинция Малага, Андалусия, разположен на брега на Средиземно море. Градът е известен като лятна туристическа дестинация, а също и с пещерите в околността, в които през 1959 година са открити пещерни рисунки.
В древността римляните дават на селището името „Detunda“, което след нашествието на арабите било променено на „Narixa“, което означава „благодатна пролет“ и от което произлиза днешното име на града.
В централната част на Нерха е разположен така наречения Балкон на Европа, площадка разкриваща поразителен с красотата си изглед към морето. Популярното схващане е, че това име е дадено от крал Алфонсо XII, който посетил града и околностите през 1885 година след едно разрушително земетресение. Според местни архивни документи това име битувало и преди, но в чест на краля, властите поставили негова статуя в цял ръст, която днес е един от символите на града.
Населението на Нерха е 21 047 души (по данни към 1 януари 2017 г.). Побратимени градове са Пеша в Италия и Сан Хуан в Аржентина.
Тук е сниман детския филм „Синьо лято“.